# Asmunikal
Asmunikal (écrit aussi Asmu-nikal ou Ašmu-nikal) est une reine hittite du Nouvel Empire de la fin du xve siècle av. J.-C..

## Vie
Asmunikal était de naissance royale : son père était le roi Tudhaliya Ier et sa mère la reine Nikkalmati. Elle avait épousé un homme qui devint roi par après sous le nom de Arnuwanda Ier. Elle en eut deux fils : le prince Asmi-Sarruma et le roi Tudhaliya II. Elle fut aussi la grand-mère des rois Tudhaliya III et Suppiluliuma Ier. Une prière la mentionne sous le titre de « Grande Reine. »
À la mort de sa mère Nikkalmati, elle hérita du titre de reine-régente ou Tawananna.

## Lignage
L'arbre généalogique ci-dessous est une reconstruction possible, parmi d'autres, du lignage de la famille royale de l'empire hittite. La nomenclature des souverains, les liens de parenté demeurent obscurs par de nombreux aspects,,.